# Mit leeren Händen (1951)
Mit leeren Händen (Originaltitel: Balarrasa) ist ein spanischer Schwarzweißfilm aus dem Jahr 1951 mit Fernando Fernán Gómez in der Hauptrolle. Regie führte José Antonio Nieves Conde. Der Film wurde 1951 auf dem Filmfestival in Cannes gezeigt.

## Handlung
Der spanische Missionar Javier Mendoza (sein ursprünglicher Spitzname war „Balarrasa“, was so viel bedeutet wie ‚Hallodri‘ oder ‚Luftikus‘) wird in Alaska von einem schweren Schneesturm überrascht. Im Angesicht des Todes rekapituliert er noch einmal sein Leben. Er ist Offizier im spanischen Bürgerkrieg gewesen, wo er mittelbar schuldig am Tod eines Kameraden wird, den er beim Kartenspiel besiegt und der deshalb einen Wachdienst übernehmen muss, bei dem er getötet wird. Dieses Erlebnis bringt Mendoza dazu, sein Leben radikal zu ändern. Er tritt in das Priesterseminar in Salamanca ein.
Gegen Ende seiner Zeit am Seminar lässt er sich dazu überreden, für einige Tage in sein altes Leben zurückzukehren, und besucht seine Familie. So wie er selbst haben sich nach dem Tod der Mutter alle Familienmitglieder gehen lassen: Sein Vater spielt Karten um Geld, das er nicht hat, sein Bruder Fernando arbeitet mit dem ausländischen Devisenschmuggler Mario Santos zusammen, der außerdem der Geliebte seiner Schwester Lina ist, und die jüngere Schwester Mayte hat ihren Freund Octavio für einen Tennisspieler verlassen.
Mendoza versucht seine Familie von der Notwendigkeit eines positiven Lebenswandels zu überzeugen und hat damit auch Erfolg, außer bei Lina, die auf der Flucht mit ihrem Geliebten bei einem Autounfall stirbt. Schließlich kehrt Mendoza zum Seminar zurück und wird zum Priester geweiht.
Mit leeren Händen ist ein typisches Beispiel für die „Mischung zwischen militärischem und religiösem Propagandakino“ im franquistischen Spanien der 1950er-Jahre.